# Pelopeias
Se llaman pelopeias a las fiestas que se celebraban en la Antigua Grecia en honor de Pélope. 
Las celebraban los eleenos todos los años. Hércules fue el primero en ofrecer al héroe en un foso un carnero negro tal y como se practicaba con los dioses infernales. Los eleenos imitando la ceremonia inmolaban en un foso una víctima semejante. Al sacerdote que presidía la ceremonia se le daba una porción de la víctima y correspondía otra porción a quien suministraba la leña.